# أليكساندر غونزاليس
أليكساندر غونزاليس (بالفرنسية: Alexandre Gonzalez)‏ هو منافس ألعاب قوى فرنسي، ولد في 16 مارس 1951 في Decazeville ‏ في فرنسا.

## وصلات خارجية
- أليكساندر غونزاليس على موقع الاتحاد الدولي لألعاب القوى (الإنجليزية)
- أليكساندر غونزاليس على موقع الاتحاد الفرنسي لألعاب القوى (الفرنسية)
- أليكساندر غونزاليس على موقع أوليمبيديا (الإنجليزية)